# Переулок Красного Курсанта (Павловск)
Переулок Кра́сного Курса́нта — переулок в городе Павловске (Пушкинский район Санкт-Петербурга). Проходит от улицы Красного Курсанта до улицы Декабристов. На северо-запад продолжается Надгорной улицей.
Первоначально, с 1780-х годов, назывался проспектом Обели́ска. Он был ориентирован на обелиск в честь основания Павловска, стоящий на берегу Мариентальского пруда. Впрочем, по официальным данным, обелиск был установлен в 1790-х годах (архитектор Ч. Камерон). Проспект Обелиска проходил тогда от улицы Красного Курсанта до Круглого пруда без изгиба и был одним из лучей, отходящих от пруда.
Позже некоторое время проезда не было.
В 1850-х годах здесь построили Солдатский переулок — в современных границах с изгибом (кстати, трасса изгиба является предметом охраны объекта культурного наследия федерального значения «Планировка», входящего в ансамбль «Зверинец. Сохранившаяся историческая планировка с водной системой и старовозрастными деревьями»). Он располагался в Солдатской слободе, где жили солдаты павловских полков; отсюда название. Слобода располагалась вдоль нынешней улицы Красного Курсанта, которая поначалу была улицей по Солдатской Слободе, а затем — Солдатской улицей.
Примерно в 1918 году Солдатский переулок и Солдатскую улицу переименовали. В новой версии топонимы переулок Красного Курсанта и улица Красного Курсанта стал выражать революционные настроения.

## Перекрёстки
- улица Красного Курсанта / Надгорная улица
- Пушкинская улица
- улица Декабристов